# Guapas
Guapas é uma telenovela argentina produzida pela Pol-ka Producciones e transmitida pela El Trece de 17 de março de 2014 a 9 de janeiro de 2015, estrelada por Mercedes Morán, Carla Peterson, Florencia Bertotti, Isabel Macedo e Araceli González.

## Elenco

### Elenco principal
- Mercedes Morán como Mónica Duarte
- Carla Peterson como María Emilia "Mey" García del Río
- Florencia Bertotti como Lorena Patricia Giménez
- Isabel Macedo como Laura Luna
- Araceli González como Andrea Luna
- Dady Brieva como Mario "Tano" Manfredi
- Mike Amigorena como Federico Müller

### Elenco de apoio
- Rafael Ferro como Francisco Laprida
- Esteban Lamothe como Pablo González
- Mauricio Dayub como Alejandro Rey
- Alberto Ajaka  como Rubén D'Onofrio
- Natalie Pérez como Cinthia Miguens
- Dan Breitman como  Ignacio Lynch
- Vivian El Jaber como Débora Spritz
- Mercedes Scápola como Natalia Diez

### Participações
- Gaby Ferrero como Norma Pérez
- Sofía González Gil como Catalina Rey
- Franco Bruzzone como Mateo Manfredi
- Dalia Elnecave como Blanca
- Paula Kohan como Flavia
- Melania Lenoir como Marina
- Ezequiel Campa como Guillermo Intebi
- Valeria Lois como Claudia
- Martín Buzzo como Eduardo González
- Gerardo Otero como Juan Cardale
- Federico Olivera como Ernesto
- Juan Ignacio Silva como Gabriel
- Natalia Cociuffo como Elisa
- Alberto Fernández de Rosa como Coco Luna
- Roxana Randon como Estela
- Floppy Tesouro como Ximena
- Juan Grandinetti como Hernán Manfredi
- Marilú Marini como Amalia
- Javier De Nevares como José Pablo García del Río
- Andrea Bonelli como Federica Goldman
- Natalia Figueiras como Paula Peyrano
- Paloma Contreras como Ivana
- Fabiana Cantilo como Alejandra Rey
- Nicolás Repetto como Zavala
- Carlos Defeo como Esmider

## Exibição
| País      | Emissora      | Data de estreia     | Data de final        | Título | Días de transmissão | Hórario |
| --------- | ------------- | ------------------- | -------------------- | ------ | ------------------- | ------- |
| Argentina | El Trece      | 17 de março de 2014 | 9 de janeiro de 2015 | Guapas | Segunda a Sexta     | 21:30   |
| Paraguai  | Unicanal      | abril de 2014       | Janeiro de 2015      | Guapas | Segunda a Sexta     | 21:30   |
| Uruguai   | VTV           | Abril de 2014       | Janeiro de 2015      | Guapas | Segunda a Sexta     | 21:30   |
| Equador   | TC Televisión | Junho de 2014       | Março de 2015        | Guapas | Segunda a Sexta     | 14:30   |
| Chile     | Canal 13      | Maio de 2014        | Fevereiro de 2015    | Guapas | Segunda a Sexta     | 18:45   |